# Tom Cruise
Pour les articles homonymes, voir Cruise et Mapother.
Thomas Cruise Mapother IV, dit Tom Cruise [tɑm kɹuːz], est un acteur et producteur américain, né le 3 juillet 1962 à Syracuse (État de New York).
Parmi les stars de cinéma les plus rentables de tous les temps, Tom Cruise est souvent cité comme l'une des célébrités les plus influentes du monde.
Après avoir interprété des seconds rôles dans plusieurs longs métrages, notamment dans Taps (1981) et Outsiders (1983), il obtient son premier rôle important dans la comédie dramatique Risky Business (1983) qui le révèle au grand public. En 1986, son rôle du pilote d'avion de chasse Pete « Maverick » Mitchell dans Top Gun fait de lui un acteur internationalement reconnu.
L'acteur enchaîne alors les premiers rôles souvent dans des thrillers sous la direction de plusieurs grands réalisateurs tels que Martin Scorsese pour La Couleur de l'argent (1986), Barry Levinson pour Rain Man (1988), Oliver Stone pour Né un 4 juillet (1989), Rob Reiner pour Des hommes d'honneur (1992), Sydney Pollack pour La Firme (1993), Brian De Palma pour Mission impossible (1996), Cameron Crowe pour Jerry Maguire (1996) et Vanilla Sky (2001).
A partir de la décennie 1990, il s'essaie à des personnages plus négatifs : Stanley Kubrick plonge dans son intimité pour Eyes Wide Shut (1998), Paul Thomas Anderson le transforme en gourou pour Magnolia (1999), et Michael Mann en fait un tueur à gages pour Collatéral (2004). Il joue également des personnages de premier plan dans les fresques Horizons lointains (1992) et Le Dernier Samouraï (2003).
À partir de la décennie 2000, l'acteur s'engage dans plusieurs blockbusters de science-fiction : Minority Report (2002) et La Guerre des mondes (2005) de Steven Spielberg, Oblivion (2013) de Joseph Kosinski, et Edge of Tomorrow (2014) de Doug Liman. Il joue également dans les biopics Walkyrie (2008) et Barry Seal: American Traffic (2017) et dans la comédie d'aventure Night and Day (2010).
Depuis 2015, l'acteur se concentre plutôt sur le cinéma d'action à l'image des derniers volets de la saga Mission impossible.
Il est producteur avec la Cruise/Wagner Productions de 1996 à 2008. Il produit notamment le premier Mission impossible (1996) et le thriller Les Autres (2001). Il redevient producteur à partir de Mission impossible: Protocole fantôme (2011).
Il a reçu trois nominations aux Oscars et sept aux Golden Globes, dont trois récompenses, et notamment une Palme d'or d'honneur en France. Selon le magazine Forbes, Tom Cruise était, en 2012, l'acteur le mieux payé de Hollywood avec 75 millions de dollars. À ce jour, il détient le record du plus gros cachet de l'histoire du cinéma pour un film avec plus de 100 millions de dollars pour Top Gun: Maverick (2022), et celui du plus gros cachet pour une série de films avec 290 millions de dollars pour Mission impossible.
Son appartenance à la scientologie considérée comme une secte ou comme une religion selon certains pays, et son prosélytisme pour cette organisation lors de la promotion de La Guerre des mondes en 2005, sont à l'origine de nombreuses polémiques.

## Biographie

### Jeunesse (1962-1981)
Thomas Cruise Mapother IV naît à Syracuse, dans l'État de New York. Il est le troisième des quatre enfants de Mary Lee Pfeiffer (1936–2017), enseignante en éducation spécialisée, et de Thomas Cruise Mapother III (1934–1984), ingénieur électricien, tous les deux originaires de Louisville dans le Kentucky. Il a trois sœurs : Lee Anne, Marian et Cass. Sa famille est d'ascendance anglaise, allemande, alsacienne et irlandaise. Un de ses ancêtres, Patrick Russell Cruise, est né au nord du comté de Dublin en 1799 ; il a épousé Teresa Johnson dans le comté de Meath en 1825. Ils ont quitté l'Irlande pour les États-Unis la même année et ont emménagé à New York. Ils ont eu une fille, Mary Paulina Russell Cruise, dont le fils, Thomas Cruise Mapother, est l'arrière-grand-père de Tom Cruise. Un de ses cousins, William Mapother, est également acteur. Ce dernier et Tom Cruise sont apparus ensemble dans cinq films.
Tom Cruise reçoit une éducation baignée dans la religion catholique. Ses études sont contrariées par la dyslexie : illettré, il se retrouve dans des classes de remise à niveau où il se sent exclu.
Sa famille déménage souvent, suivant la carrière en dents de scie de Thomas Cruise Mapother III. Il passe une partie de son enfance au Canada où sa famille s'installe dans le quartier de Beacon Hill, à Ottawa, à la fin de l'année 1971, lorsque son père décroche un poste de consultant en défense auprès des Forces armées canadiennes. À onze ans, ses parents divorcent. Sa mère s'installe avec ses enfants à Louisville dans le Kentucky. Il décrit son père comme « un marchand du chaos » et « un lâche », au comportement « intimidateur », un tyran domestique qui lui a infligé des violences physiques. Proche de sa mère qui lui donne le goût du théâtre, il prend des cours dans ce domaine à l'école secondaire, en jouant dans des comédies musicales telles que Godspell, Blanches colombes et vilains messieurs. Il annonce à sa mère vouloir faire une carrière dans le cinéma et s'installe dans ce but à New York en 1980. L'apprenti acteur, mesurant 1,70 m et s'étant fabriqué un corps de sportif, commence à courir les castings.

### Révélation (1981-1985)
Tom Cruise fait sa première apparition au cinéma dans Un amour infini de Franco Zeffirelli (1981). La même année, il joue le rôle d'un jeune militaire dans Taps de Harold Becker.
Les huit années suivantes sont décisives. Francis Ford Coppola l'engage au milieu d'une génération de jeunes acteurs au futur prometteur dans Outsiders, puis Tom Cruise apparaît dans trois autres films, dont Risky Business aux côtés de Rebecca De Mornay. Une prestation qui lui vaut sa première nomination au Golden Globe du meilleur acteur.
En 1985, Ridley Scott l'envoie dans l'heroic fantasy avec Legend, mais c'est finalement avec le frère de Ridley, Tony, que Tom Cruise accède à la célébrité grâce à Top Gun. Cette même année, il inaugure son étoile sur le Walk of Fame.

### Consécration (1986-1999)

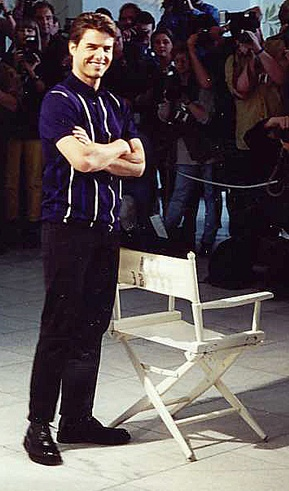
Tom Cruise à la conférence de presse de Mission impossible en Allemagne, en 1996.

Tom Cruise s'essaie au cinéma d'auteur qui est censé l'avoir sorti de sa crise émotionnelle[réf. nécessaire]. L'acteur a aussi besoin de se crédibiliser après un succès de salle aussi léger que Top Gun. Il tourne ainsi sous la direction de grands cinéastes, et donne la réplique à des acteurs respectés, lui permettant de s'imposer comme un comédien polyvalent et doué.
En 1986, il joue ainsi un as du billard, fils spirituel du personnage interprété par Paul Newman, dans La Couleur de l'argent, réalisé par Martin Scorsese. En 1988, il garde encore un pied dans le divertissement avec Cocktail de Roger Donaldson, mais impressionne surtout dans le drame Rain Man, de Barry Levinson, en évoluant avec assurance aux côtés d'un Dustin Hoffman pourtant au sommet de son art.
Il poursuit dans une veine adulte et émotionnelle en 1989 avec le drame Né un 4 juillet d'Oliver Stone, en incarnant Ron Kovic, un vétéran du Viêt Nam paralysé. Sa prestation lui vaut le Golden Globe du meilleur acteur, et sa première nomination pour l'Oscar du meilleur acteur également.
Les années suivantes, il apparaît dans des films mineurs, pour lesquels il partage l'affiche avec sa compagne de l'époque, Nicole Kidman. D'abord, en 1990, avec Jours de tonnerre, pour lequel il retrouve Tony Scott. Ce film marque néanmoins les débuts d'un investissement plus important de sa part dans la production de ses projets. Pour cette transposition inavouée de Top Gun dans le milieu de la course automobile, il est ainsi crédité comme coscénariste. En 1992, le couple réitère avec la romance Horizons lointains, de Ron Howard.
Mais cette même année, c'est avec le thriller militaire Des hommes d'honneur, de Rob Reiner, que l'acteur réussit une performance remarquée. Entouré d'un casting de luxe, composé entre autres de Jack Nicholson et Demi Moore, et aidé par un scénario signé Aaron Sorkin, il parvient à mener ce huis clos criminel avec une maestria qui lui permet de décrocher notamment une seconde nomination pour l'Oscar du meilleur acteur. Tom Cruise sert d'inspiration pour la création du personnage d'Aladdin dans le long métrage d'animation homonyme des studios Disney sorti cette année-là.
En 1993, il reste dans la veine judiciaire, avec le thriller La Firme, adaptation du roman éponyme de John Grisham par Sydney Pollack. Il y incarne un avocat dépassé, et donne la réplique à un acteur confirmé du cinéma hollywoodien, Gene Hackman.
L'année suivante, il s'aventure dans le cinéma de genre, mais reste sur le terrain de l'adaptation pour Entretien avec un vampire, adapté de l'œuvre éponyme d'Anne Rice, paru en 1976. Il y partage l'affiche avec une star montante de l'époque, Brad Pitt, fraîchement révélé par Et au milieu coule une rivière.
L'année 1996 est marquée par deux succès remarquables, dans des genres très différents, reposant en grande partie sur lui. Il est d'abord la star de Mission impossible, blockbuster d'espionnage mis en scène par Brian de Palma, et premier fruit de son partenariat avec son agent Paula Wagner. Ce passage à la production permet à l'acteur d'officialiser son investissement dans le développement de ses projets cinématographiques.
Il est aussi la seule tête d'affiche du drame sportif Jerry Maguire, écrit et réalisé par Cameron Crowe. Son interprétation lui permet de décrocher son second Golden Globe du meilleur acteur, et sa troisième nomination pour l'Oscar du meilleur acteur.
En 1998, il se contente du rôle de producteur pour Without Limits, un autre drame sportif, cette fois écrit et réalisé par Robert Towne, son collaborateur scénariste de Mission impossible et Jours de tonnerre. Durant cette période, il enchaîne en effet les tournages des œuvres les plus adultes de sa filmographie.
En effet, en 1999 sort d'abord Eyes Wide Shut le dernier film de Stanley Kubrick, un thriller psychologique dans lequel il donne la réplique pour la troisième et dernière fois à Nicole Kidman. Il poursuit dans la veine d'un cinéma d'auteur adulte et crépusculaire, en participant au film « choral » Magnolia de Paul Thomas Anderson, où il joue cette fois un gourou manipulateur. Pour ce retour vers un rôle complexe et moralement ambigu, il est récompensé par un troisième Golden Globe du meilleur acteur.

### Producteur confirmé (2000-2008)

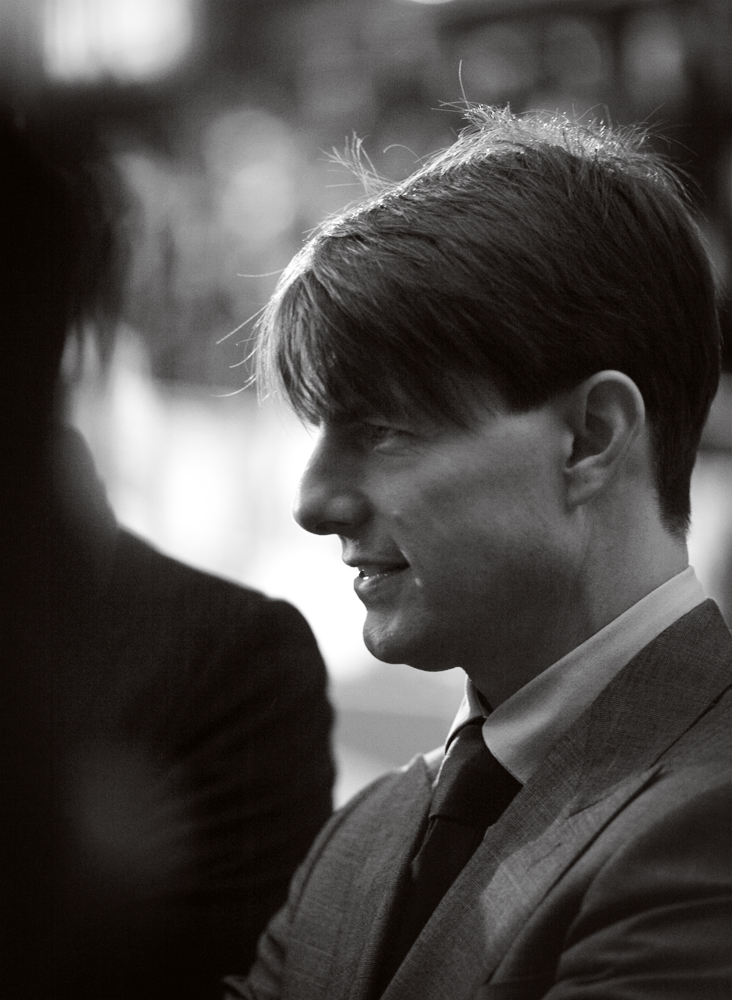
Tom Cruise à la première de Lions et Agneaux au London Film Festival 2007.

L'année d'après, après avoir fait confiance à deux cinéastes, Tom Cruise revient à un projet à la création duquel il participe, avec Mission impossible 2, qu'il produit, et dont il confie la mise en scène à John Woo. En dépit d'un succès en salle, il s'agit de son premier échec critique depuis Horizons lointains.
En 2001, il produit Les Autres, film d'horreur d'Alejandro Amenábar, avec Nicole Kidman, mais également une adaptation d'un autre film du cinéaste, le thriller sentimental Ouvre les yeux. L'acteur s'octroie le rôle principal, conserve Penélope Cruz du film original, et confie la mise en scène à Cameron Crowe. Si ce remake, intitulé Vanilla Sky, divise beaucoup la critique, le film est une réussite du box-office.
L'année suivante, il fait à nouveau confiance à un cinéaste avec Minority Report, thriller de science-fiction réalisé par Steven Spielberg. Le succès de salle lui permet de refaire la quasi-unanimité au sein de la critique.
En 2003, il renoue avec la double casquette d'acteur et producteur pour Le Dernier Samouraï, drame historique se déroulant au Japon, mis en image par Edward Zwick. Le film convainc plutôt la critique, et son interprétation du capitaine Nathan Algren, inspiré d'un militaire français ayant réellement existé, lui vaut même une sixième nomination au Golden Globe du meilleur acteur.
En 2004, il revient avec un rôle de méchant dans le thriller urbain Collatéral, sous la direction de Michael Mann. Il y joue Vincent, un impitoyable tueur à gages lancé en pleine mission dans la nuit de Los Angeles. Le film est un succès critique et commercial.
À l'été 2005, sort sur les écrans le second fruit de la collaboration Cruise-Spielberg, La Guerre des mondes, qui lui fait gagner 87 millions de dollars. La même année, il produit Rencontres à Elizabethtown, le nouveau film de Cameron Crowe, un échec critique et commercial.
En 2006, il revient à sa franchise d'action Mission: Impossible, laissée en suspens à la suite de la défection de David Fincher en 2002. Il confie en effet la réalisation et l'écriture de ce troisième opus au scénariste J. J. Abrams, le créateur de la série Alias. Le succès de salle convainc la critique, mais n'est rentabilisé que grâce aux recettes internationales.
Quelques mois après la sortie du film, le 22 août 2006, le studio américain Paramount Pictures met fin au contrat de Tom Cruise, après quatorze ans de collaboration, officiellement pour « comportement inacceptable » et « suicide créatif », et plus précisément en raison de ses propos dans la presse américaine, qui auraient nui au succès commercial de Mission impossible 3.
Les années suivantes, l'acteur enchaîne des œuvres plus modestes.
En 2007, il joue dans le drame Lions et Agneaux, réalisé par Robert Redford. Pour la première fois depuis Entretien avec un vampire, en 1994, il n'est pas la seule tête d'affiche. Il partage en effet la vedette avec Redford et Meryl Streep. Le film est cependant un échec critique et commercial, surtout sur le territoire nord-américain.
En 2008, il tourne dans le thriller historique Walkyrie, sous la direction de Bryan Singer, pour la Metro-Goldwyn-Mayer. Il y interprète Claus von Stauffenberg, l'exécutant principal du complot manqué du 20 juillet 1944 pour assassiner Hitler. Son interprétation est saluée par la critique, mais le film déçoit commercialement. La même année, il est méconnaissable dans la satire Tonnerre sous les tropiques, réalisée par son ami Ben Stiller. Cette incursion dans la comédie adulte, avec ce rôle de Les Grossman, lui permet toutefois de décrocher une nomination au Golden Globe du meilleur acteur.

### Blockbusters (depuis 2010)

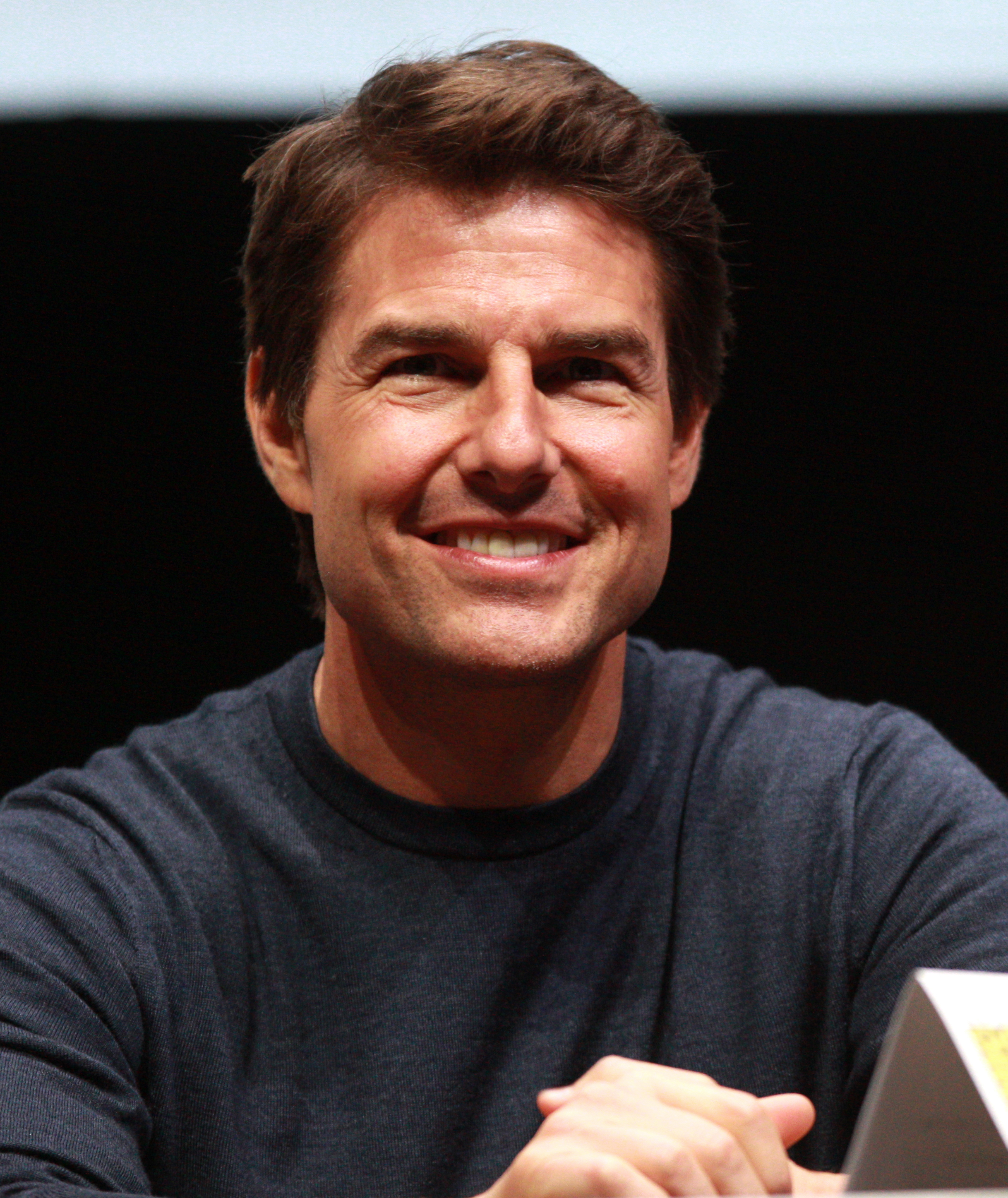
Tom Cruise photographié par Gage Skidmore au Comic-Con de San Diego en 2013, pour la promotion de Edge of Tomorrow.

En 2010, Tom Cruise revient au succès de salle avec la comédie d'action Night and Day, aux côtés de Cameron Diaz. Il s'illustre dans le rôle d'un ancien agent secret accusé d'avoir trahi la CIA et désormais traqué sans répit. Une mise en bouche avant ses retrouvailles avec le rôle d'Ethan Hunt, l'année d'après, pour Mission impossible : Protocole Fantôme. Pour ce nouveau chapitre de la franchise, il redevient producteur, après quatre ans d'inactivité, et s'associe à Bad Robot Productions, la société de production de J. J. Abrams. Mis en scène par Brad Bird, le film est un succès critique et commercial mondial.
En 2012, il produit et joue dans Jack Reacher, un thriller d'action sur fond d'enquête, écrit et réalisé par Christopher McQuarrie. Il y donne la réplique à Robert Duvall, qu'il avait côtoyé vingt-deux ans plus tôt dans Jours de tonnerre. Le succès international du film permet de lancer une nouvelle franchise du cinéma d'action. Il interprète la même année une star du rock dans la comédie musicale Rock Forever ; le film est cependant un échec autant public que critique.
En 2013, il renoue avec la science-fiction pour Oblivion, écrit et réalisé par Joseph Kosinski, où il joue le rôle d'un technicien affilié à la réparation de drones. Tout comme Jack Reacher, Oblivion obtient un bon résultat au box-office, surtout à l'étranger, en dépit d'une réception critique très mitigée.
L'année suivante, il poursuit dans le genre, mais dans une veine plus orientée action, avec Edge of Tomorrow de Doug Liman, qui revisite le principe qui régissait déjà la comédie Un jour sans fin. En effet, il y interprète un officier planqué qui revit sans arrêt la même journée. Les critiques sont excellentes et une suite est annoncée en 2017, après un résultat satisfaisant au box-office international.
En 2015, il est à l'affiche du cinquième opus de la franchise Mission Impossible, pour lequel il retrouve Christopher McQuarrie à la réalisation. La même année, il achève le tournage de sa seconde collaboration avec le réalisateur Doug Liman, le thriller Barry Seal, qui sort en septembre 2017.
En juillet 2015, durant la promotion américaine de Mission impossible : Rogue Nation, il annonce qu'il travaille déjà sur un sixième opus, dont le tournage débuterait à l'été 2016.
L'acteur essuie cependant deux échecs cuisants : tout d'abord celui de la suite Jack Reacher: Never Go Back, dont il a confié la mise en scène à Edward Zwick, McQuarrie ayant été occupé par Mission Impossible 5. Le long métrage déçoit la critique. Finalement, la saga est relancée, en 2018, sous forme de série télévisée, sans Cruise comme acteur et producteur.
Il apparaît ensuite dans le blockbuster La Momie, réalisé par Alex Kurtzman, qui est éreinté par la critique mais qui reste rentable au box-office.
Tom Cruise retourne ensuite de nouveau sur la franchise Mission Impossible. Mais le 13 août 2017, l'acteur est victime d'une double fracture à la cheville droite sur le tournage du sixième opus, lors d'une cascade ratée. Cet accident entraîne l'interruption du tournage pendant plusieurs mois. Il rencontre avec Mission impossible : Fallout le plus grand succès de la série de six épisodes avec plus de 790 millions de dollars de recettes mondiales.
En mai 2018, il commence le tournage de la suite d'un film culte de sa carrière, Top Gun (1986). Intitulée Top Gun: Maverick, cette suite est réalisée par Joseph Kosinski et sort en 2022.
Donna Langley, présidente des studios Universal, a révélé en octobre 2022 dans une interview à la BBC un projet de film dans lequel Tom Cruise devrait être le premier acteur de l'histoire à tourner dans l'espace.
En 2024, il est aperçu à Paris lors du tournage d'une scène de la cérémonie de clôture des Jeux Olympiques de Paris, dans laquelle il traverse la ville à moto en portant le drapeau olympique,.

### Vie privée
| |  |  |
| À gauche, l'acteur avec sa première épouse, Mimi Rogers, aux Oscars 1989, pour Rain Man. Puis à droite avec sa troisième épouse Katie Holmes, à la Maison-Blanche, en 2009. |  |  |

Au début des années 1980, Tom Cruise a une histoire d'amour avec Melissa Gilbert, puis Heather Locklear.
En 1983, il rencontre Rebecca De Mornay sur le tournage de Risky Business. Leur couple dure jusqu'en 1985. Par la suite, il a une brève aventure avec Mia Sara, rencontrée sur le tournage de Legend. Il fréquente aussi la chanteuse Cher.
Il se marie, le 9 mai 1987, avec l'actrice et productrice Mimi Rogers. Cette dernière était alors directrice du centre de formation de l'église de scientologie d'Hollywood, créé par la secte dans le cadre du projet stratégique Celebrity mis au point et écrit, dans les années 1950, par Ron Hubbard pour attirer et recruter des stars qui pourraient ensuite devenir des promoteurs de la scientologie,. Elle l'y emmène et le fait rapidement entrer dans l'Église de scientologie, avant de divorcer, le 4 février 1990. Cette même année, Cruise fait la couverture du magazine People en tant qu'homme le plus sexy du monde.
En 1989, il rencontre Nicole Kidman sur le tournage de Jours de tonnerre. Il recommande l'actrice pour le film Horizons lointains réalisé par Ron Howard, où il tient le rôle principal. Il l'épouse le 24 décembre 1990. Leur couple devient l'un des plus en vue de Hollywood. Ils adoptent deux enfants, Isabella (née en 1992) et Connor (né en 1995). Leur séparation est rendue publique en février 2001 et le divorce est prononcé le 8 août 2001. Une des raisons avancées est que Nicole Kidman, de tradition catholique, aurait gardé ses distances avec l'Église de scientologie et aurait été un frein à l'ascension de son mari dans cette organisation.
Il rencontre ensuite Penélope Cruz, sur le tournage de Vanilla Sky. Ils s'affichent publiquement une semaine après l'officialisation de son divorce avec Nicole Kidman. Leur relation prend fin en 2004. Tom a une liaison avec Sofía Vergara en 2005.
Tom Cruise rencontre ensuite Katie Holmes. Ils rendent leur relation publique en 2005. Le public retient surtout le passage de l'acteur sur le plateau de l'émission télévisée d'Oprah Winfrey où surexcité, il parle de son amour pour Katie Holmes, se dandinant, s'agenouillant, serrant les mains de la présentatrice et bondissant sur le canapé les bras en l'air, le tout sous l'hilarité du public. Une parodie a lieu dans Scary Movie 4. Cela donna lieu à un nouveau terme dans le jargon anglo-américain : jumping the couch (que l'on peut traduire par « sauter sur le canapé »), désignant une vedette qui « pète les plombs ». En avril 2006, Katie Holmes donne naissance à une fille prénommée Suri. Le 18 novembre 2006, le couple se marie au château d'Odescalchi à Bracciano, à 30 km au nord de Rome, selon le rite de l'Église de scientologie. Il s'agit du troisième mariage de Tom Cruise et du premier pour Katie Holmes. Leur divorce est annoncé le 29 juin 2012. Katie Holmes voulait protéger sa fille et refusait que cette dernière intègre l'Église de scientologie. Elle reproche également à son ex-mari de prendre toutes les décisions concernant l'éducation de leur fille et sa carrière.
Membre de la scientologie depuis la fin des années 1980, il a souvent été critiqué pour son prosélytisme (surtout depuis le milieu des années 2000), participant aux manifestations officielles scientologues et faisant à plusieurs reprises l'apologie du mouvement. Selon le journaliste britannique Andrew Morton, auteur de Tom Cruise, an unauthorized biography, l'acteur serait devenu le numéro 2 de la scientologie, celle-ci démentant ces allégations lors d'un communiqué le 17 janvier 2008.
Pourtant, il a été cité dans un procès de 260 millions de dollars contre l'Église de la scientologie par un ancien membre de la secte, Peter Letterese, qui a déposé une plainte pour racket à la suite de son départ volontaire du mouvement. Il explique que la star américaine a été nommée « bras droit » du mouvement sectaire pour user de son influence au sein de l'Église, et en dehors pour faire du prosélytisme.
Les films dans lesquels il joue (et pour lesquels il peut toucher jusqu'à 20 % des recettes globales) sont régulièrement la cible de campagnes de boycott[évasif] pour cette raison. En 1996, les jeunes cadres de la CDU, alors au pouvoir en Allemagne, appellent au boycott du film Mission impossible, désapprouvant la conduite d'endoctrinement de l'acteur. En 2009, le député allemand Michael Brand a demandé à ses concitoyens de ne pas voir le film Walkyrie.
En février 2017, sa mère Mary Lee South meurt à l'âge de 80 ans.
En 2025, il entretient une relation avec l'actrice Ana de Armas.
En 1994, 8 ans après le tournage de Top Gun, il obtient sa licence de pilote privé. Il a depuis possédé 5 avions, dont un Gulfstream équipé d'une salle de projection et d'un jacuzzi, ainsi qu'un North American P-51D Mustang de 1946, que l'on voit apparaître et qu'il pilote lui-même dans le film Top Gun: Maverick.

### Militant promoteur de la scientologie
Membre depuis 1986 de l'Église de scientologie internationale basée à Los Angeles, Cruise se met à utiliser son aura d'acteur international en faveur de cette organisation dans les années 2000. Devenu un ami très proche du chef des scientologues David Miscavige, il devient porte-parole militant de la scientologie aux États-Unis et dans le reste du monde. Il déclare qu'enfant il était dyslexique et que la scientologie et le L. Ron Hubbard Study Tech l'ont aidé à surmonter ce handicap. Le 1er décembre 2003, lors de la présentation du film Le Dernier Samouraï à Hollywood, il décide de profiter de ses interviews pour y promouvoir clairement et avec insistance, la scientologie auprès du public. Selon l'ancien scientologue Paul Haggis, Cruise a aussi tenté de convertir à la scientologie d'autres célébrités telles que James Packer (en), Victoria Beckham et David Beckham, Jada Pinkett et Will Smith, ainsi que Steven Spielberg.
Tom Cruise a également promu la scientologie auprès de responsables de l'administration Bush. En 2003, il convainc le sous-secrétaire d'État Richard Armitage et le chef de cabinet du vice-président Scooter Libby de s'opposer à la non-reconnaissance de la scientologie en Allemagne. En 2004, il rencontre le secrétaire à l'éducation Rod Paige à propos de l'approbation des méthodes d'éducation des scientologues dans le cadre de No Child Left Behind. À la fin de cette même année, pour récompenser ses efforts en faveur de la scientologie, David Miscavige fait créer une récompense spéciale (médaille) la Scientology Freedom Medal of Valor et la décerne à Cruise.
Tom Cruise a fait aussi campagne pour la reconnaissance de la scientologie en Europe. En 2005, le Conseil de Paris révèle que Cruise, en lien avec le responsable du « Celebrity Center » de Los Angeles qui l'accompagnait, a fait pression sur Nicolas Sarkozy, alors ministre français de l'Intérieur, et sur le président du Sénat Jean-Claude Gaudin, avant de poursuivre sa tournée en Allemagne, puis en Espagne pour y participer à l'inauguration du nouveau siège national de la scientologie (qui pour la première fois s'affiche dans une capitale européenne). Il a également fait pression sur le Premier ministre britannique Tony Blair pour qu'il reconnaisse l'église comme une organisation à but non lucratif exonérée d'impôt au Royaume-Uni.
Dès l'époque de sa fondation, des psychiatres contestent la scientologie qui prétend expliquer et guérir les problèmes psychiques par ses propres moyens, sur des bases non scientifiques ou en se prétendant scientifiques. L'Église de scientologie s'est en retour mise à combattre la psychiatrie, qu'elle qualifie de pseudoscience. En janvier 2004, Tom Cruise fait lui-même cette déclaration controversée : « Je pense que la psychiatrie devrait être interdite ». L'année suivante, il critique ouvertement l'actrice Brooke Shields qui avait raconté dans un livre avoir été aidée à sortir d'une dépression post-partum grâce à un médicament, le Paxil (paroxétine). Le 23 juin, invité par Matt Lauer, Tom Cruise qualifie de manière virulente la psychiatrie de pseudoscience, ses médicaments de dangereux, tout en reprenant une théorie du complot colportée par la scientologie, selon laquelle depuis des millions d'années, les psychiatres tentent de détruire l'espèce humaine ; il s'ensuit, en direct, une vive dispute entre Matt Lauer et Tom Cruise, diffusée sur NBC dans l'émission Today le 24 juin 2005. De son côté, Shields répond à Cruise dans le New York Times qu'il « devrait s'en tenir à sauver le monde des extraterrestres et laisser les femmes qui souffrent de dépression post-partum décider des options de traitement qui leur conviennent le mieux », qualifiant les commentaires de Cruise de « mauvais service aux mères du monde entier ». Cruise s'excusera deux mois plus tard auprès de Shields pour ses commentaires.
Le journal médical The Lancet déplore les commentaires de Tom Cruise qui, « en tant que célébrité, alourdit le fardeau des personnes atteintes de maladie mentale, qui craignent souvent de demander ou de poursuivre un traitement en raison de la stigmatisation toujours attachée à leur état ».
En 2005, lors de la présentation promotionnelle du film La Guerre des mondes devant un parterre de journalistes, Cruise « oublie » de promouvoir le film de Spielberg et ne parle que de son projet de nouveau mariage, et de la scientologie. Il est révélé ensuite que les propos et campagnes anti-psychiatrie de Cruise avaient conduit à une rupture avec le réalisateur Steven Spielberg : ce dernier aurait mentionné, en présence de Cruise, le nom d'un ami médecin lui ayant prescrit des psychotropes, à la suite de quoi le cabinet de ce médecin a été dégradé par des scientologues, ce qui aurait provoqué la colère de Spielberg.
En août 2006, la Paramount rompt son contrat avec l'acteur en raison de ses relations à la scientologie.
Tom Cruise a cofondé une collecte de dons pour Downtown Medical afin d'offrir aux secouristes du 11 septembre 2001 à New York une « thérapie de désintoxication » basée sur les travaux de L. Ron Hubbard, fondateur de la scientologie, ce qui a attiré les critiques de la profession médicale mais aussi des pompiers.

## Filmographie

### Acteur

#### Années 1980
- 1981 : Un amour infini (Endless Love) de Franco Zeffirelli : Billy
- 1981 : Taps de Harold Becker : David Shawn
- 1983 : Outsiders de Francis Ford Coppola : Steve Randle
- 1983 : American Teenagers de Curtis Hanson : Woody
- 1983 : L'Esprit d'équipe (All The Right Moves) de Michael Chapman : Stefen « Stef » Djordjevic
- 1983 : Risky Business de Paul Brickman : Joel Goodson
- 1985 : Legend de Ridley Scott : Jack
- 1986 : Top Gun de Tony Scott : Pete « Maverick » Mitchell
- 1986 : La Couleur de l'argent (The Color of Money) de Martin Scorsese : Vincent Lauria
- 1988 : Cocktail de Roger Donaldson : Brian Flanagan
- 1988 : Young Guns de Christopher Cain : (caméo)
- 1988 : Rain Man de Barry Levinson : Charlie Babbitt
- 1989 : Né un 4 juillet (Born on the Fourth of July) d'Oliver Stone : Ron Kovic

#### Années 1990
- 1990 : Jours de tonnerre (Days of Thunder) de Tony Scott : Cole Trickle (également co-auteur de l'histoire)
- 1992 : Horizons lointains (Far and Away) de Ron Howard : Joseph Donnelly
- 1992 : Des hommes d'honneur (A Few Good Men) de Rob Reiner : le lieutenant Daniel Kaffee
- 1993 : La Firme (The Firm) de Sydney Pollack : Mitch McDeere
- 1994 : Entretien avec un vampire (Interview with the Vampire) de Neil Jordan : Lestat de Lioncourt
- 1996 : Mission impossible (Mission: Impossible) de Brian De Palma : Ethan Hunt
- 1996 : Jerry Maguire de Cameron Crowe : Jerry Maguire
- 1999 : Eyes Wide Shut de Stanley Kubrick : Bill Harford
- 1999 : Magnolia de Paul Thomas Anderson : Frank T. J. Mackey

#### Années 2000
- 2000 : Mission impossible 2 (Mission: Impossible 2) de John Woo : Ethan Hunt
- 2001 : Stanley Kubrick : Une vie en image (Stanley Kubrick: A Life in Pictures) (documentaire) de Jan Harlan : le narrateur
- 2001 : Vanilla Sky de Cameron Crowe : David Aames
- 2002 : Station spatiale de Toni Myers : le narrateur
- 2002 : Minority Report de Steven Spielberg : John Anderton
- 2002 : Austin Powers dans Goldmember (Austin Powers in Goldmember) de Jay Roach : Austin Powers (caméo)[70]
- 2003 : Le Dernier Samouraï (The Last Samurai) d'Edward Zwick : le capitaine Nathan Algren
- 2004 : Collatéral (Collateral) de Michael Mann : Vincent
- 2005 : La Guerre des mondes (War of the Worlds) de Steven Spielberg : Ray Ferrier
- 2006 : Mission impossible 3 (Mission: Impossible III) de J. J. Abrams : Ethan Hunt
- 2007 : Lions et Agneaux (Lions for Lambs) de Robert Redford : le sénateur Jasper Irving
- 2008 : Walkyrie (Valkyrie) de Bryan Singer : le colonel Claus von Stauffenberg
- 2008 : Tonnerre sous les tropiques (Tropic Thunder) de Ben Stiller : Les Grossman

#### Années 2010
- 2010 : Night and Day (Knight and Day) de James Mangold : Roy Miller
- 2011 : Mission impossible : Protocole Fantôme (Mission: Impossible – Ghost Protocol) de Brad Bird : Ethan Hunt
- 2012 : Rock Forever d'Adam Shankman : Stacee Jaxx
- 2012 : Jack Reacher de Christopher McQuarrie : Jack Reacher
- 2013 : Oblivion de Joseph Kosinski : Jack Harper
- 2014 : Edge of Tomorrow de Doug Liman : le major Bill Cage
- 2015 : Mission impossible : Rogue Nation (Mission: Impossible – Rogue Nation) de Christopher McQuarrie : Ethan Hunt
- 2016 : Jack Reacher: Never Go Back d'Edward Zwick : Jack Reacher
- 2017 : La Momie (The Mummy) d'Alex Kurtzman : Nick Morton
- 2017 : Barry Seal: American Traffic (American Made) de Doug Liman : Barry Seal
- 2018 : Mission impossible : Fallout (Mission: Impossible - Fallout) de Christopher McQuarrie : Ethan Hunt

#### Années 2020
- 2022 : Top Gun: Maverick de Joseph Kosinski : Pete « Maverick » Mitchell
- 2023 : Mission impossible : Dead Reckoning (Mission: Impossible – Dead Reckoning) de Christopher McQuarrie : Ethan Hunt
- 2025 : Mission impossible : The Final Reckoning de Christopher McQuarrie : Ethan Hunt[71]
- 2026 : Judy d'Alejandro González Iñárritu

### Producteur
- 1996 : Mission impossible (Mission: Impossible) de Brian De Palma
- 1998 : Sans limites (Without Limits) de Robert Towne
- 2000 : Mission impossible 2 (Mission: Impossible 2) de John Woo
- 2001 : Les Autres (The Others) d'Alejandro Amenábar (producteur exécutif)
- 2001 : Vanilla Sky de Cameron Crowe
- 2002 : Minority Report de Steven Spielberg
- 2002 : Narc de Joe Carnahan (producteur exécutif)
- 2003 : Le Dernier Samouraï (The Last Samurai) d'Edward Zwick
- 2003 : Le Mystificateur (Shattered Glass) de Billy Ray (producteur exécutif)
- 2005 : Suspect Zero d'E. Elias Merhige
- 2005 : Rencontres à Elizabethtown (Elizabethtown) de Cameron Crowe
- 2006 : Mission impossible 3 (Mission: Impossible III) de J. J. Abrams
- 2006 : Demande à la poussière (Ask the Dust) de Robert Towne
- 2007 : Lions et Agneaux (Lions for Lambs) de Robert Redford (producteur exécutif)
- 2008 : Course à la mort (Death Race) de Paul W. S. Anderson
- 2008 : Walkyrie (Valkyrie) de Bryan Singer
- 2011 : Mission impossible : Protocole Fantôme (Mission: Impossible – Ghost Protocol) de Brad Bird
- 2012 : Jack Reacher de Christopher McQuarrie
- 2013 : Oblivion de Joseph Kosinski
- 2015 : Mission impossible : Rogue Nation (Mission: Impossible – Rogue Nation) de Christopher McQuarrie
- 2016 : Jack Reacher: Never Go Back d'Edward Zwick
- 2018 : Mission impossible : Fallout (Mission: Impossible - Fallout) de Christopher McQuarrie
- 2022 : Top Gun: Maverick de Joseph Kosinski
- 2023 : Mission impossible : Dead Reckoning (Mission: Impossible – Dead Reckoning) de Christopher McQuarrie
- 2025 : Mission impossible : The Final Reckoning de Christopher McQuarrie

### Réalisateur
- 1993 : Fallen Angels (série télévisée), saison 1, épisode 4 : Une arnaque de première classe (The Frightening Frammis)

## Distinctions

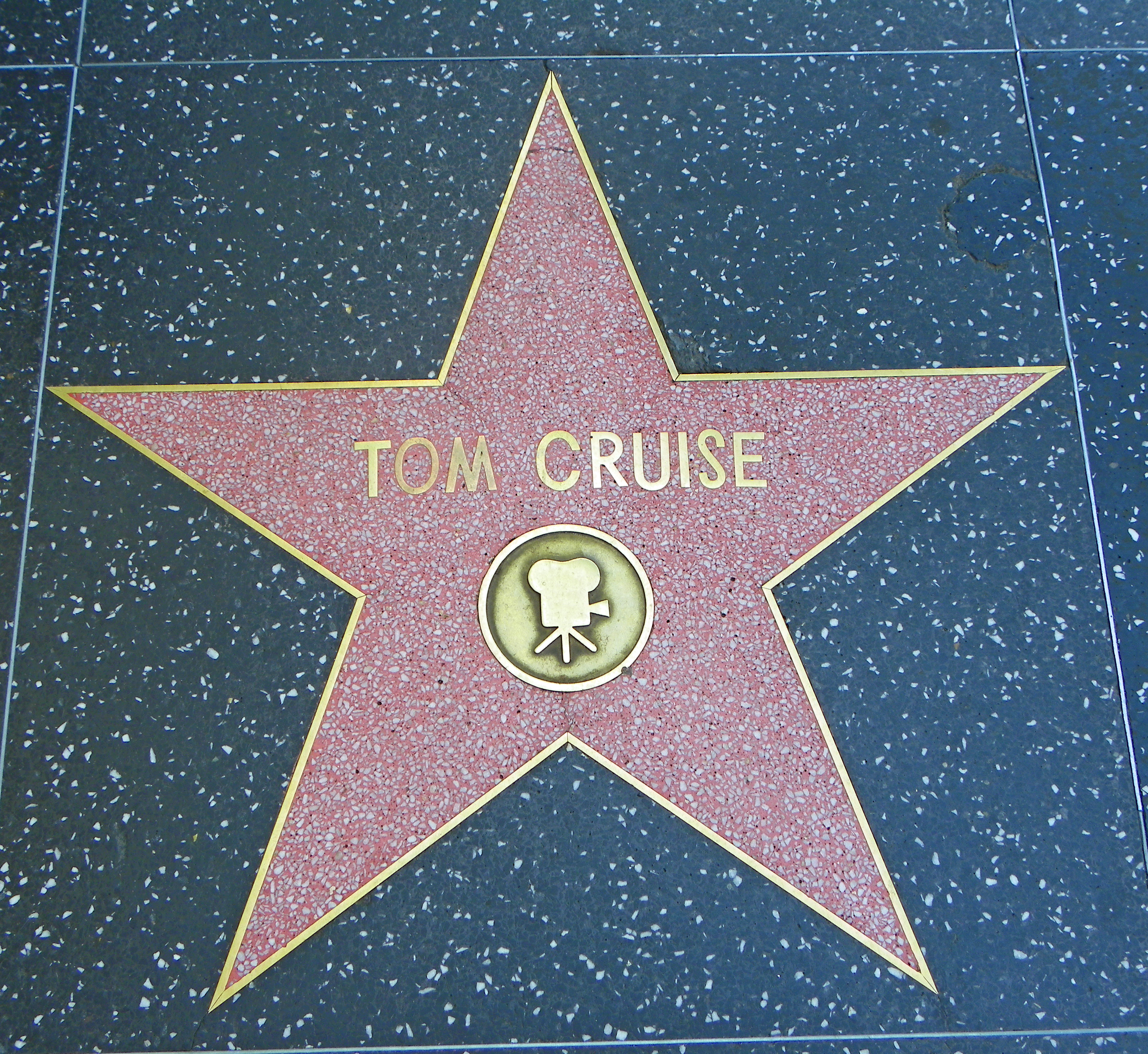
Son étoile sur le Walk of Fame de Hollywood Boulevard à Hollywood à Los Angeles, en Californie.

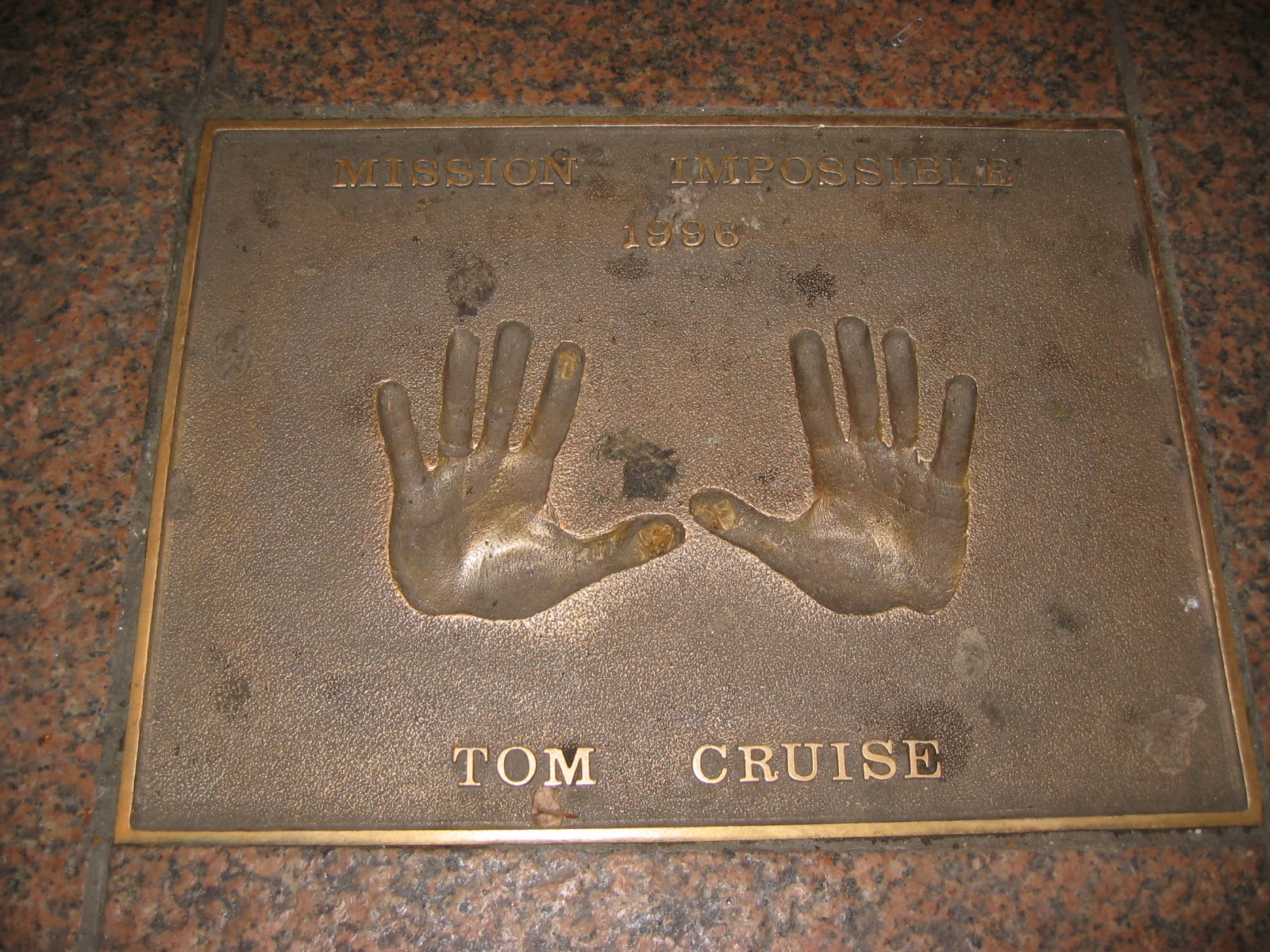
Empreintes de ses mains sur Leicester Square à Londres.

### Récompenses
- Bravo Otto 1986 : meilleur acteur pour Top Gun
- Bravo Otto 1987 : meilleur acteur pour La Couleur de l'argent
- ShoWest Convention 1987 : star de l'année au box-office
- Kansas City Film Critics Circle Awards 1989 : meilleur second rôle pour Rain Man
- Golden Globes 1990 : meilleur acteur pour Né un quatre juillet
- Chicago Film Critics Association Awards 1990 : meilleur acteur pour Né un quatre juillet
- People's Choice Awards 1990 : meilleur acteur pour Né un quatre juillet
- Hasty Pudding Theatricals 1994 : homme de l'année
- People's Choice Awards 1994 : meilleur acteur de film dramatique pour La Firme
- American Cinematheque Awards 1996 : American Cinematheque Gala Tribute
- National Board of Review 1996 : meilleure distribution pour Jerry Maguire
- Blockbuster Entertainment Awards 1997 : meilleur acteur pour Jerry Maguire
- Golden Globes 1997 : meilleur acteur dans un film musical ou une comédie pour Jerry Maguire
- MTV Movie & TV Awards 1997 : meilleur acteur pour Jerry Maguire
- Producers Guild of America Awards 1997 : producteur le plus prometteur avec Paula Wagner pour Mission: Impossible
- Satellite Awards 1997 : meilleur acteur pour Jerry Maguire
- Blockbuster Entertainment Awards 2000 : meilleur acteur pour Magnolia
- Chicago Film Critics Association Awards 2000 : meilleur acteur pour Magnolia
- Florida Film Critics Circle Awards 2000 : meilleure distribution pour Magnolia
- Golden Globes 2000 : meilleur acteur dans un second rôle pour Magnolia
- National Board of Review 2000 : meilleure distribution pour Magnolia, prix partagé avec l'ensemble de la distribution
- Syndicat national des journalistes italiens 2000 :
  - meilleur producteur pour Mission impossible 2
  - meilleur acteur pour Mission impossible 2
- Kids' Choice Awards 2001 : Wannabe Award
- MTV Movie & TV Awards 2001 : meilleur acteur pour Mission impossible 2
- Saturn Awards 2002 : meilleur acteur pour Vanilla Sky
- Empire Awards 2003 : meilleur acteur pour Minority Report
- Ethnic Multicultural Media Awards 2004 : meilleur acteur pour Le Dernier Samouraï
- MTV Movie & TV Awards Mexico 2004 : meilleur acteur pour Le Dernier Samouraï
- British Academy of Film and Television Arts Los Angeles 2005 : Britannia Award de l'excellence dans un film
- Broadcast Film Critics Association Awards 2005 : réussite dans le monde du spectacle
- David di Donatello Awards 2005 : david d'honneur
- MTV Movie & TV Awards 2005 : MTV Generation Award
- Bambi Awards 2009 : bambi pour son courage dans Walkyrie
- Empire Awards 2014 : lauréat du prix The Legend Of Our Lifetime
- All Def Movie Awards 2017 : acteur le plus naturel pour Le Dernier Samouraï
- CinemaCon 2018 : prix Will Rogers du pionnier de l'année
- Festival de Cannes 2022 : Palme d'honneur
- Saturn Awards 2022 : Meilleur acteur pour Top Gun: Maverick

### Nominations
- Golden Globes 1984 : meilleur acteur dans un film musical ou une comédie pour Risky Business
- People's Choice Awards 1987 : meilleur acteur
- Razzie Awards 1988 : pire acteur pour Cocktail
- David di Donatello 1990 : meilleur acteur pour Né un quatre juillet
- National Society of Film Critics Awards 1990 : meilleur acteur pour Né un quatre juillet
- New York Film Critics Circle Awards 1990 : meilleur acteur pour Né un quatre juillet
- Oscars 1990 : meilleur acteur pour Né un quatre juillet
- BAFTA 1991 : meilleur acteur pour Né un quatre juillet
- Golden Globes 1993 : meilleur acteur pour Des hommes d'honneur
- MTV Movie & TV Awards 1993 :
  - meilleur acteur pour Des hommes d'honneur
  - meilleur duo pour Horizons lointains partagé avec Nicole Kidman
  - homme le plus désirable pour Horizons lointains
- MTV Movie & TV Awards 1994 :
  - meilleur acteur pour La Firme
  - homme le plus désirable pour La Firme
- MTV Movie & TV Awards 1995 :
  - meilleur duo à l'écran partagé avec Brad Pitt pour Entretien avec un vampire
  - homme le plus désirable pour Entretien avec un vampire
  - meilleur méchant pour Entretien avec un vampire
- Razzie Awards 1995 : pire duo à l'écran partagé avec Brad Pitt pour Entretien avec un vampire
- Saturn Awards 1995 : meilleur acteur pour Entretien avec un vampire
- Florida Film Critics Circle Awards 1997 : meilleur acteur pour Jerry Maguire
- Kids' Choice Awards 1997 : meilleur acteur pour Mission: Impossible
- Oscars 1997 : meilleur acteur pour Jerry Maguire
- Screen Actors Guild Awards 1997 : meilleur acteur pour Jerry Maguire
- Blockbuster Entertainment Awards 2000 : meilleur acteur pour Eyes Wide Shut
- Oscars 2000 : meilleur acteur dans un second rôle pour Magnolia
- Satellite Awards 2000 : meilleur acteur dans un second rôle pour Magnolia
- Screen Actors Guild Awards 2000 :
  - meilleur acteur dans un second rôle pour Magnolia
  - meilleure distribution pour Magnolia
- Teen Choice Awards 2000 :
  - meilleur film - scène de destruction pour Mission impossible 2
  - meilleur acteur pour Mission impossible 2
- Blockbuster Entertainment Awards 2001 : meilleur acteur pour Mission impossible 2
- Kids' Choice Awards 2001 : meilleur acteur pour Mission impossible 2
- Saturn Awards 2003 : meilleur acteur pour Minority Report
- SFX Awards 2003 : meilleur acteur pour Minority Report
- Golden Globes 2004 : meilleur acteur pour Le Dernier Samouraï
- MTV Movie & TV Awards 2004 : meilleur acteur pour Le Dernier Samouraï
- Producers Guild of America Awards 2004 : meilleur producteur pour Le Dernier Samouraï partagé avec Marshall Herskovitz, Edward Zwick et Paula Wagner
- Saturn Awards 2004 : meilleur acteur pour Le Dernier Samouraï
- Empire Awards 2005 : meilleur acteur pour Collatéral
- MTV Movie & TV Awards 2005 : meilleur méchant pour Collatéral
- People's Choice Awards 2005 : star masculine de film de l'année
- Saturn Awards 2005 : meilleur acteur pour Collatéral
- Teen Choice Awards 2005 :
  - meilleur acteur dans un film pour Collatéral 
  - meilleur méchant dans un film pour Collatéral
- Razzie Awards 2006 : pire acteur pour La Guerre des mondes
- Saturn Awards 2006: meilleur acteur pour La Guerre des mondes
- Teen Choice Awards 2006 : meilleur acteur dans un film d'action pour Mission impossible 3
- Saturn Awards 2007 : meilleur acteur pour Mission impossible 3
- Golden Globes 2008 : meilleur acteur pour Tonnerre sous les tropiques
- Saturn Awards 2009 meilleur acteur pour Walkyrie
- Teen Choice Awards 2012 : meilleur acteur dans un film d'action pour Mission impossible : Protocole fantôme
- Kids' Choice Awards 2012 : meilleure cible mouvante pour Mission impossible : Protocole fantôme
- MTV Movie & TV Awards 2012 :
  - meilleur combat pour Mission impossible : Protocole fantôme partagé avec Michael Nyqvist
  - meilleure interprétation dramatique pour Mission impossible : Protocole fantôme
- Rembrandt Awards 2012 : meilleur acteur international pour Mission impossible : Protocole fantôme
- Saturn Awards 2012 : meilleur acteur pour Mission impossible : Protocole fantôme
- AARP Movies for Grownups Awards 2013 : meilleur second rôle masculin dans un film musical pour Rock Forever
- EDA Awards 2013 : plus grande différence d'âge entre l'homme et la femme pour Oblivion, partagé avec Olga Kurylenko et Andrea Riseborough
- Teen Choice Awards 2013 : meilleur acteur dans un film de science-fiction pour Oblivion
- Teen Choice Awards 2014 : meilleur acteur dans un film d'action pour Edge of Tomorrow
- Alliance of Women Film Journalists Awards 2015 : plus grande différence d'âge entre l'homme et la femme pour Edge of Tomorrow, partagé avec Emily Blunt
- Critics' Choice Movie Awards 2015 : meilleur acteur dans un film d'action pour Edge of Tomorrow
- Saturn Awards 2015 : meilleur acteur dans un film de science-fiction pour Edge of Tomorrow
- Critics' Choice Movie Awards 2016 : meilleur acteur dans un film d'action pour Mission impossible : Rogue Nation
- People's Choice Awards 2017 : acteur préféré
- Alliance of Women Film Journalists Awards 2018 :
  - plus grande différence d'âge entre le personnage principal et sa promise pour La Momie partagé avec Annabelle Wallis
  - plus grande différence d'âge entre le personnage principal et sa promise pour Barry Seal: American Traffic partagé avec Sarah Wright
- Golden Globes 2023 : meilleur film dramatique pour Top Gun: Maverick
- Oscars 2023 : meilleur film pour Top Gun: Maverick

### Autres distinctions
Le 27 juillet 2024, Tom Cruise est nommé Chevalier des Arts et des Lettres par Rachida Dati, ministre de la culture.

## Voix francophones
En France, Jean-Philippe Puymartin est la voix française régulière de Tom Cruise depuis Le Dernier Samouraï en 2003, bien qu'il l'ait déjà doublé dans Entretien avec un vampire(1994). Auparavant, Patrick Poivey a été sa première voix française régulière, à ses débuts, dans des films tels que Top Gun, La Couleur de l'argent, Rain Man, Né un 4 juillet, Mission impossible, mais devant faire un choix entre l'acteur et Bruce Willis alors au sommet de sa popularité dans la seconde moitié des années 1990, Poivey privilégie ainsi donc Bruce Willis et est remplacé par Yvan Attal pour quatre films entre 1999 et 2002, avant que Jean-Philippe Puymartin prenne le relais. Il a également été doublé par Serge Faliu dans Des hommes d'honneur et dans Jerry Maguire ainsi qu'à titre exceptionnel par Vincent Ropion dans Risky Business, William Coryn dans Cocktail et par Bruno Choël dans Collateral.
Au Québec, Gilbert Lachance est la voix québécoise principale de l'acteur.
- Versions françaises :
  - Jean-Philippe Puymartin dans Entretien avec un vampire, Le Dernier Samouraï, La Guerre des mondes, série de films Mission impossible (depuis 2006), Tonnerre sous les tropiques, Jack Reacher, Oblivion, Edge of Tomorrow, etc.
  - Patrick Poivey (*1948 - 2020) dans Top Gun, Rain Man, Né un 4 juillet, La Firme, Mission impossible 1, Magnolia, etc.
  - Yvan Attal dans Eyes Wide Shut, Mission impossible 2, Vanilla Sky et Minority Report

- Versions québécoises (la liste indique les titres québécois) :
  - Gilbert Lachance dans Des hommes d'honneur, Jerry Maguire, Ciel couleur vanille, Magnolia, série de films Mission impossible, Oblivion, Edge of Tomorrow, etc.